# Хуан Карреньйо Лопес
Хуан Карреньйо Лопес (ісп. Juan Carreño López, нар. 16 листопада 1968, Сан-Фернандо) — чилійський футболіст, що грав на позиції нападника, зокрема за клуби «Коло-Коло», «УНАМ Пумас» та «Депортес Консепсьйон», а також за національну збірну Чилі.. По завершенні ігрової кар'єри — тренер.

## Клубна кар'єра
Народився 16 листопада 1968 року в місті Сан-Фернандо. Вихованець футбольної школи клубу «Уніон Сан-Феліпе». Дорослу футбольну кар'єру розпочав 1987 року в основній команді того ж клубу.
Протягом наступних 14 років встиг пограти у понад 10 чилійських командах, майже щороку змінюючи клуб. 1994 року отримав свій єдиний досвід виступів за кордоном, захищав кольори мексиканського «УНАМ Пумас». 
2001 року повернувся до клубу «Депортес Консепсьйон», за який відіграв фінальні три сезони своєї кар'єри.

## Виступи за збірні
1987 року залучався до складу молодіжної збірної Чилі.
1997 року дебютував в офіційних матчах у складі національної збірної Чилі. Загалом протягом кар'єри в національній команді, яка тривала два роки, провів у її формі 5 матчів, забивши 1 гол.

## Кар'єра тренера
Розпочав тренерську кар'єру, повернувшись до футболу після невеликої перерви, 2009 року, очоливши тренерський штаб клубу «Депортес Кольчагуа».
Згодом протягом частини 2012 року тренував «Хенераль Веласкес».